# Helmut Hölzer
Helmut Hoelzer (27 de fevereiro de 1912 Bad Liebenstein, Turíngia, Império Alemão — 12 de outubro de 1996 (84 anos) Huntsville, Alabama, EUA), foi um engenheiro de foguete V-2 da Alemanha Nazista que foi trazido para os Estados Unidos sob a Operação Paperclip. Hoelzer foi o inventor e construtor do primeiro computador analógico eletrônico do mundo.

## Vida
Em outubro de 1939, enquanto trabalhava para a empresa de eletrônicos Telefunken em Berlim, Hoelzer se encontrou com Ernst Steinhoff, Hermann Steuding e Wernher von Braun a respeito de feixes de guia para um corpo voador. No final de 1940 em Peenemünde, Hoelzer foi chefe da divisão de feixe guia (assistente Henry Otto Hirschler), que desenvolveu um sistema de plano guia que alterna um sinal transmitido de duas antenas a uma curta distância, bem como um dispositivo de mistura de tubo de vácuo (alemão: "Mischgerät") que corrigia o momento que perturbaria um objeto que havia sido movido de volta à pista. No outono de 1941, o "dispositivo de mistura" de Hoelzer foi usado para fornecer medição de taxas do foguete V-2 em vês de taxas de giroscópios.
Então, no início de 1942, Hoelzer construiu um computador analógico para calcular e simular trajetórias de foguetes V-2 A equipe de Hoelzer também desenvolveu o sistema de telemetria de Messina. Depois de evacuar Peenemünde para o Alpenfestung (Fortaleza Alpina), Hoelzer voltou a Peenemünde de motocicleta para procurar partes de sua dissertação de doutorado antes de se render às forças dos Estados Unidos no final da Segunda Guerra Mundial.
Hoelzer foi aluno de Alwin Walther.

## Família
Uma de suas netas é a nadadora olímpica Margaret Hoelzer.